# Глене
Глене (фр. Glénay) насеље је и општина у западној Француској у региону Поату-Шарант, у департману Де Севр која припада префектури Бресир.
По подацима из 2011. године у општини је живело 553 становника, а густина насељености је износила 26,16 становника/km². Општина се простире на површини од 21,14 km². Налази се на средњој надморској висини од 100 метара (максималној 170 m, а минималној 87 m).

## Демографија
| 1962. | 1968. | 1975. | 1982. | 1990. | 1999. | 2011. |
| ----- | ----- | ----- | ----- | ----- | ----- | ----- |
| 608   | 622   | 515   | 549   | 526   | 499   | 553   |

График промене броја становника у току последњих година